# 親子クラブ
『親子クラブ』（おやこクラブ）は、フジテレビ（関東ローカル）で1994年10月3日から2013年3月30日まで放送されていたテレビアニメ（ミニ番組）である。

## 概要
『ほかほか家族』、『ドタンバのマナー』、『ことわざハウス』から続くミニアニメーションで、生活の知恵や料理などをアニメと実写でわかりやすく紹介する。
制作は同局のアニメ『サザエさん』と同じエイケンで、同局で放送されているアニメの中では『サザエさん』（1969年 - ）、『ちびまる子ちゃん』（1990年 - 1992年、1995年 - ）、『ONE PIECE』（1999年 - ）に次いで歴代4番目に放送期間が長い。また、同局制作のアニメでは最も長くローカルセールスで放送された作品でもあり、他局制作のアニメを含めても日本テレビ制作の『それいけ!アンパンマン』（1988年 - ）に次いで長い。
2004年10月4日から全編デジタル化され、2009年4月1日からハイビジョン制作となった。
2005年3月21日放送分でレギュラー放送1000回を達成した。
長らく5分間×週2回の放送体制であったが、2010年4月3日からは週1回の放送で土曜早朝に移行した為2本立ての放送となり、エンディングとアイキャッチが挿入された。
2013年3月30日に最終回を迎え放送19年間、1665回（1818話）の歴史に幕を閉じた。後番組は『鉄人28号ガオ!』。
2021年11月1日以降、エイケンの公式YouTubeチャンネルにて、週1回のペースで傑作選が配信されている。

## あらすじ
ある朝、突然にやって来た宇宙人のロンパパとルンちゃん。変幻自在の2人（2匹?）の宇宙人と地球人の親子の生活を通じて、アニメと実写映像を交えて日常の知恵やマナー、そして料理までさまざまな情報をお届けします。

## テーマ曲
- ディヴェルティメント93'K.138（シーミュージックプロフェッショナルライブラリー）

モーツァルトの曲をロック調にアレンジしたものである。専門業者向けの著作権フリー音源のため、市販されていない。
- Practice of play（ナッシュミュージックライブラリー）

業務用音楽シリーズ「155-Dance&Beat」の一曲。専門業者向けの著作権フリー音源のため、市販されていない。

## 放送時間
開始当初は夕方に放送され、独立した番組であった。その後、放送曜日・時間が月曜日・火曜日 4:25 - 4:30に変更、2003年10月から2009年3月までは『めざにゅ〜』に内包される形（『めざにゅ〜』が4時29分スタートの場合のみ単独番組）となっていた。まれにスポーツ中継などにより、他の曜日に放送される事もあった。
| 放送期間   | 放送期間   | 放送時間（JST）      | 放送時間（JST）      | 放送時間（JST）      | 放送時間（JST）      | 放送時間（JST）      | 放送時間（JST）      | 放送時間（JST）      |
| 放送期間   | 放送期間   | 月曜日               | 火曜日               | 水曜日               | 木曜日               | 金曜日               | 土曜日               | 日曜日               |
| ---------- | ---------- | -------------------- | -------------------- | -------------------- | -------------------- | -------------------- | -------------------- | -------------------- |
| 1994.10.03 | 1996.03.25 | 16:55 - 17:00（5分） | （放送なし）         | （放送なし）         | （放送なし）         | （放送なし）         | （放送なし）         | （放送なし）         |
| 1996.04.01 | 1997.09.22 | 05:00 - 05:05（5分） | （放送なし）         | （放送なし）         | （放送なし）         | （放送なし）         | （放送なし）         | （放送なし）         |
| 1997.09.29 | 2002.03.25 | 04:25 - 04:30（5分） | （放送なし）         | （放送なし）         | （放送なし）         | （放送なし）         | （放送なし）         | （放送なし）         |
| 2002.04.01 | 2003.03.31 | 04:25 - 04:30（5分） | （放送なし）         | （放送なし）         | （放送なし）         | （放送なし）         | （放送なし）         | 05:25 - 05:30（5分） |
| 2003.04.01 | 2003.09.30 | 04:25 - 04:30（5分） | 04:25 - 04:30（5分） | （放送なし）         | （放送なし）         | （放送なし）         | （放送なし）         | （放送なし）         |
| 2003.10.06 | 2009.03.24 | 04:25 - 04:29（4分） | 04:25 - 04:29（4分） | （放送なし）         | （放送なし）         | （放送なし）         | （放送なし）         | （放送なし）         |
| 2009.04.01 | 2009.12.24 | （放送なし）         | （放送なし）         | 11:25 - 11:30（5分） | 11:25 - 11:30（5分） | （放送なし）         | （放送なし）         | （放送なし）         |
| 2010.01.06 | 2010.03.26 | （放送なし）         | （放送なし）         | 11:25 - 11:30（5分） | （放送なし）         | 11:25 - 11:30（5分） | （放送なし）         | （放送なし）         |
| 2010.04.03 | 2013.03.30 | （放送なし）         | （放送なし）         | （放送なし）         | （放送なし）         | （放送なし）         | 04:52 - 05:00（8分） | （放送なし）         |

## 登場キャラクター
表記は「キャラクター名：声の出演」
ロンパパ：曳地伸之
宇宙から迷ってやってきた宇宙人。居候の身でありながらぐうたらで大食漢。変身を得意とする。
ルンちゃん：神田ひまわり→渡辺真実
ロンパパの息子。登場キャラクターの中で一番賢い。美幸が大好きで「ママさん」と慕う。
お婆ちゃん・花咲ハナ：久松夕子→山本与志恵→山崎勢津子
いつも割烹着を着ている一家の知恵袋。ロンパパにいつも手を焼く。
パパ・花咲喜八：植村喜八郎
お婆ちゃんの息子。やさしさだけが取り柄のサラリーマン。ロンパパには「喜八」と呼び捨てにされている。
ママ・花咲美幸：佐野美幸
喜八の妻。お婆ちゃん直伝の料理が得意。
お兄ちゃん・花咲一郎：隠岐めぐみ
喜八・美幸の息子。サッカーに興味を持っている。
妹・花咲ユリ：佐藤ユリ
喜八・美幸の娘。一家のアイドル的存在。

## スタッフ
最終回（2013年3月30日）時点のスタッフ
- プロデューサー：原大輔（フジテレビ）
- プロデューサー/ディレクター：室寺翔太朗
- キャラクターデザイン/作画/イラスト：若林忠生
- 脚本：芹口節子、照沼まりえ
- 作画：久保田彰三
- 絵コンテ：吉田浩、山口秀憲
- 美術設定/美術：遠藤守俊
- 色指定/仕上：福永淑子、松田文子
- 撮影：竹内鞘火、日向峰仕
- 実写撮影：花香道子（フードコーディネーター）、宮田真（VIC）
- 音響監督：壺井正
- 音響効果：野崎博樹（ちゅらサウンド）
- 音響制作：グロービジョン
- VTR編集：島田岳士
- 制作進行：西村航輔
- 制作協力：ワック、ロケットビジョン
- 制作：フジテレビ、エイケン

過去のスタッフ（一部）
- プロデューサー：水野綾子、森崎正伸、松崎容子（フジテレビ）、一色弘安、山口秀憲（エイケン）
- 脚本：三沢もとこ、山田智子、野沢純子、ゆきさやせ、牧岡登貴子
- 絵コンテ：平林千永子